# Frank Rieg
Frank Rieg (Darmstadt, 14 de junho de 1955) é um engenheiro mecânico alemão, professor de projeto mecânico da Universidade de Bayreuth. 

## Vida
Frank Rieg estudou engenharia mecânica na Universidade Técnica de Darmstadt. Após trabalhar como construtor na Carl Schenck AG em Darmstadtretornou para a Universidade Técnica de Darmstadt, onde obteve um doutorado com a tese Kostenwachstumsgesetze für Baureihen, orientado por Gerhard Pahl. Em novembro de 1998 fo chamado para a nova cátedra de Konstruktionslehre und CAD na Universidade de Bayreuth.

## Pesquisa
Como parte de sua pesquisa trabalha com o projeto auxiliado por computador de elementos de máquinas. Desenvolveu seu programa de simulação numérica Z88, um software livre de elementos finitos para mecânica estrutural e mecânica do contínuo. Existem atualmente duas versões gratuitas diferentes do software disponíveis para download, que são usadas em pesquisa e ensino, bem como em aplicações industriais.

## Publicações selecionadas
- Rieg, F.; Hackenschmidt, R.; Alber-Laukant, B.: Finite Elemente Analyse für Ingenieure: Eine leicht verständliche Einführung. Carl Hanser Verlag, München / Wien 2012, ISBN 978-3-446-42776-1.
- Decker, K.-H.: Decker-Maschinenelemente - Funktion, Gestaltung und Berechnung: Lehrbuch, Tabellen und Diagramme. Carl Hanser Verlag, München / Wien 2011, 18. Auflage, ISBN 978-3-446-42608-5, überarbeitet von F. Rieg, G. Engelken, F. Weidermann, R. Hackenschmidt.
- Decker, K.-H.: Decker-Maschinenelemente - Funktion, Gestaltung und Berechnung: Formeln. Carl Hanser Verlag, München / Wien 2011, 5. Auflage, ISBN 978-3-446-42620-7, überarbeitet von F. Rieg, G. Engelken, F. Weidermann, R. Hackenschmidt.
- Decker, K.-H.: Decker-Maschinenelemente - Funktion, Gestaltung und Berechnung, Aufgaben. Carl Hanser Verlag, München / Wien 2011, 14. Auflage, ISBN 978-3-446-42607-8, überarbeitet von F. Rieg, G. Engelken, F. Weidermann, R. Hackenschmidt.
- Rieg, F.; Steinhilper, R.: Handbuch Konstruktion. Carl Hanser Verlag,  München / Wien 2012, ISBN 978-3-446-43000-6.
- Rieg, F.; Kaczmarek, M.: Taschenbuch der Maschinenelemente. Fachbuchverlag Leipzig 2006, ISBN 978-3-446-40167-9.
- Rieg, F.: Grafikprogrammierung für Windows. Fachbuchverlag Leipzig 2005, ISBN 978-3-446-40009-2.